# Dialeto de Chengdu-Chongqing
O dialecto de Chengdu-Chongqing, também chamado Cheng-Yu; aportuguesado Chengtu-Xunquim (em chinês:  成渝; pinyin: Chéng-Yú; Pinyin sujuanês: Cen2yu2; pronúncia local: [tsʰən˨˩y˨˩]) é a variante mais falada do mandarim do sudoeste. O seu nome é composto das duas maiores cidades nas quais é falado, Chengdu, a capital da província de Sujuão e Xunquim, o último separado de Sujuão em 1997. É falado principalmente no norte e este do Sujuão, na parte noreste da planície de Chengdu, várias cidades no sudoeste do Sujuão (Panzhihua, Dechang, Yanyuan, Huili e Nignan), no sul de Shaanxi e no oeste de Hubei.
Este dialecto uniforme foi formado depois dum grande movimento migratório nas dinastia Ming e Qing e foi muito influenciado pelas variantes chinesas do mandarim faladas em Hubei, Xiang e Gan que foram trazidas pelos migrantes.